# اگر صلح می‌خواهی برای جنگ آماده شو

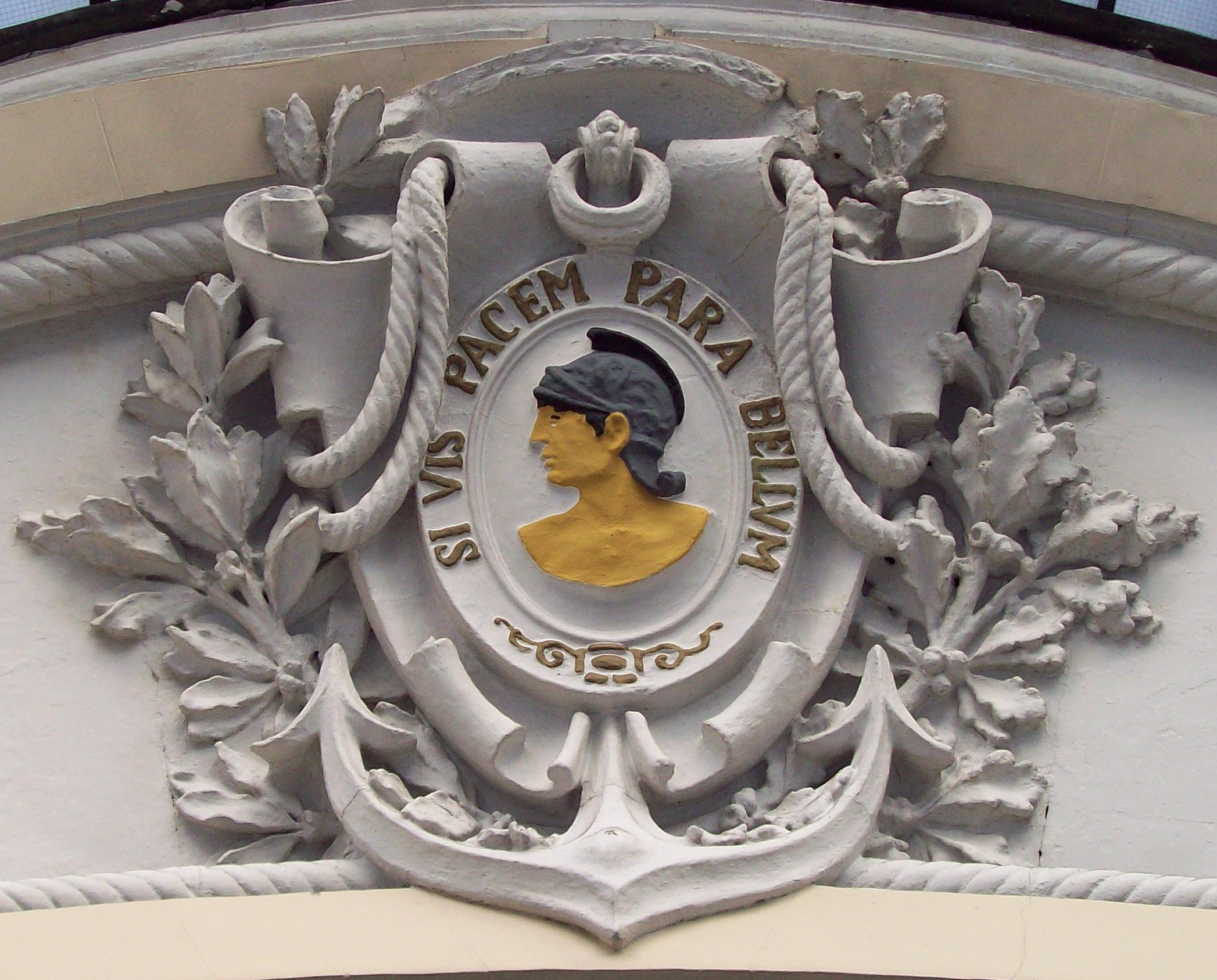
سردر ورودی مرکز فرهنگی ارتش اسپانیا در مادرید

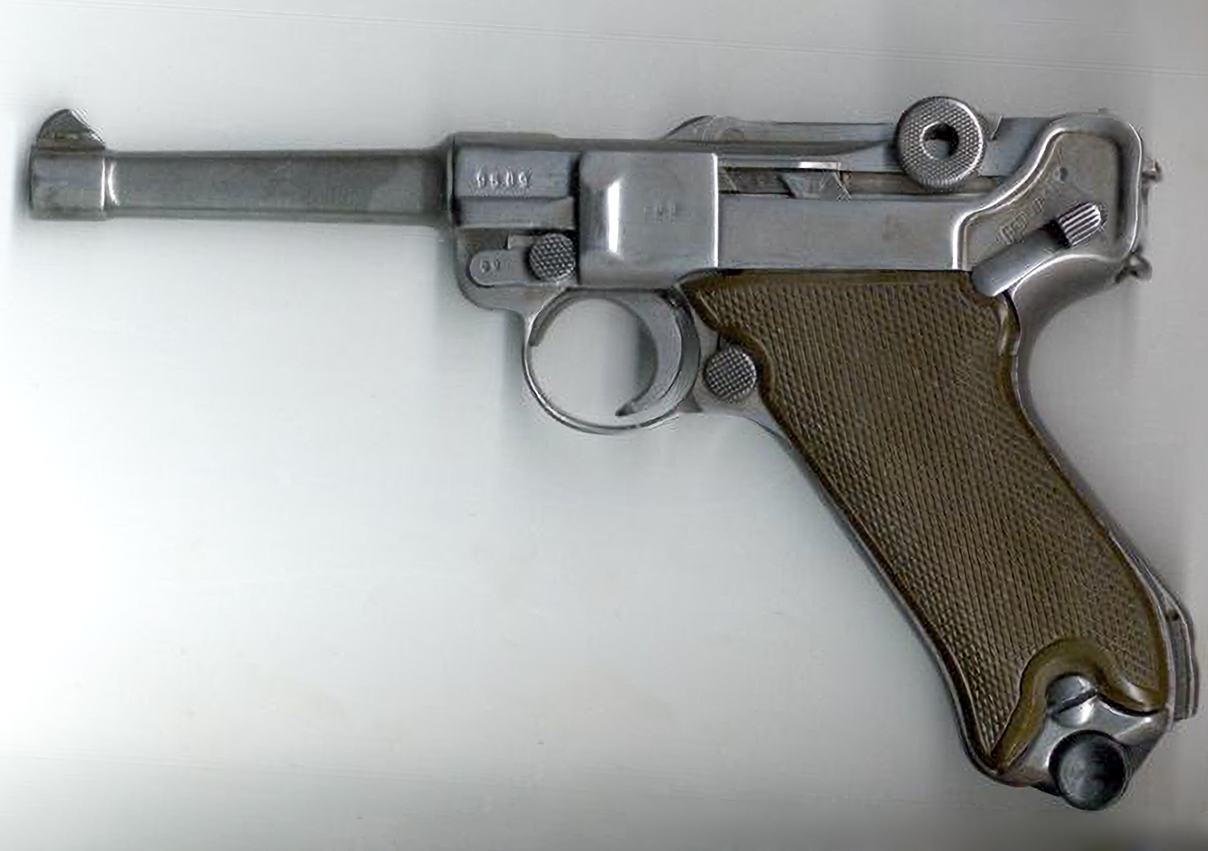
پارابلوم (لوگر)

اگر صلح می‌خواهی برای جنگ آماده شو ضرب‌المثلی است بسیار قدیمی به زبان لاتین: "Si vis pacem para bellum". ریشهٔ اصلی این جمله نامعلوم است.
چنین زمینه فکری در قانون هشتم افلاطون (۴۲۸/۴۲۷ پ.م. تا ۳۴۸/۳۴۷ پ. م) یافت می‌شود.
فلاویوس رناتوس وقایع‌نگار ارتشی در روم، تقریباً در سال چهارصد مسیحی در مقدمه کتابش به نام "De re militari" آورده: „Qui desiderat pacem, bellum praeparat“ یعنی کسی که آرزوی صلح را دارد جنگ را آماده می‌کند.
در عصر جدید لغت «پارابلوم» از طریق این ضرب‌المثل وارد صنعت جنگ‌افزارسازی شده. این جمله در گذشته و حال، شعار رسمی چند کارخانه اسلحه‌سازی و سازمان‌های نظامی و شبه نظامی در جهان بوده، از جمله شرکت سلاح و مهمات‌سازی آلمان، نیروی دریایی پادشاهی بریتانیا، نیروی هوایی پادشاهی بریتانیا، دانشگاه نظامی نروژ و ده‌ها مرکز نظامی ایالات متحد آمریکا.